# Море Кортеса: бортовой журнал
«Море Кортеса: бортовой журнал» (англ. The Log from the Sea of Cortez) — англоязычная книга американского писателя Джона Стейнбека, опубликованная в 1951 году. В ней рассказывается о морском путешествии 1940 года продолжительностью шесть недель (11 марта — 20 апреля), во время которого автор на лодке собирал образцы морских видов в различных местах Калифорнийского залива (известного также как море Кортеса) со своим другом, океаническим биологом Эдом Рикеттсом. Книгу считают одним из самых выдающихся нон-фикшен-произведений Стейнбека, главным образом из-за участия Рикеттса, который сформировал образ мыслей Стейнбека и стал прототипом многих ключевых персонажей его художественной прозы, а также благодаря свету, который эта книга проливает на философии обоих мужчин.
«Бортовой журнал» — это описательная часть неудачной предыдущей книги, «Море Кортеса. Досужий отчёт о путешествии и проведённых исследованиях», которую Стейнбек и Рикеттс опубликовали вскоре после своего возвращения из Калифорнийского залива и в которой экспедиционные дневники, переработанные Стейнбеком, совмещены с каталогом видов Рикеттса. После смерти Рикеттса в 1948 году Стейнбек удалил каталог из предыдущей работы и переиздал его, добавив панегирик своему другу в виде предисловия.

## Путешествие

### Предпосылки
Стейнбек познакомился с Рикеттсом в 1930 году благодаря общему интересу к морской биологии. Рикеттс вел скромную жизнь как профессиональный биолог, занимаясь подготовкой и продажей образцов межприливной фауны лабораториям и университетам из своей маленькой лаборатории на Кэннери Роу. Стейнбек провел много часов в той лаборатории в компании Рикеттса. Рикеттс вдохновил писателя на создание пьяного добродушного персонажа «Дока» из его романов, действие которых происходит в Монтерее и вблизи него, элементы его личности отразились во многих других важных персонажах романов писателя.
По состоянию на 1939 год и Стейнбек и Рикеттс достигли определённого уровня благосостояния и признания в своих профессиях: Стейнбек капитализировал свой первый успешный роман, «Tortilla Flat», и опубликовал «Гроздья гнева», а Рикеттс опубликовал «Между тихоокеанскими приливами», которая стала выдающимся пособием по изучению литоральной фауны Тихоокеанского побережья континентальных Штатов. Стейнбек был исчерпан и искал способ начать с нуля; Рикеттс искал новых вызовов. Оба долго собирались написать совместную книгу и, изменив темп, начали работу над справочником распространенных литоральных видов в заливе Сан-Франциско. Первоначальный замысел не принес результата, но побудил их к путешествию на море Кортеса. Сначала они планировали автомобильное путешествие в Мехико для перерыва в работе над совместным справочником, но со временем больше заинтересовались в путешествии для сбора образцов вокруг Калифорнийского залива. Рикеттс отметил в своем дневнике:
Джон сказал: "Если у вас есть цель, такая как сбор образцов, то это гораздо больше располагает к путешествию, делает его более интересным" ... Потом он добавил: "Мы сделаем книгу об этом, что более чем окупит все расходы на поездку."
Экспедиция по сбору образцов видов вдоль побережья Тихого океана и в Мексики давала им возможность отдохнуть, а для Стейнбека возможность ненадолго убежать от полемики, которая разворачивалась вокруг книги «Гроздья гнева». Рикеттс, который страдал из-за завершения своих длительных отношений с замужней женщиной в Монтерее, тоже был рад сбежать. Они задумали собирать образцы со скал, приливных бассейнов и межприливной береговой линии (непокрытой водой между приливами), которые позволили бы им создать картину экосистемы Мексиканского залива на макроуровне. Сохранившиеся образцы фауны, собранные ими, можно было идентифицировать и классифицировать или продать после возвращения.
В начале 1940 года Стейнбек и Рикеттс наняли в бухте Монтерей рыбацкую лодку на сардины под названием «Западный флаер», экипаж которого составляли четыре человека, и провели шесть недель, путешествуя побережьем Калифорнийского залива и собирая биологические образцы. Вместе с Рикеттсом и четырьмя членами экипажа, упомянутыми в книге, Стейнбек был в сопровождении своей жены, Кэрол. Он надеялся, что путешествие поможет спасти их брак, который шел к разрыву, но это, кажется, имело обратный эффект: брак распался вскоре после их возвращения. Адвокат и друг Стейнбека, Тебе Стрит, также сопровождал их на борту до Сан-Диего.

### Отчет об экспедиции

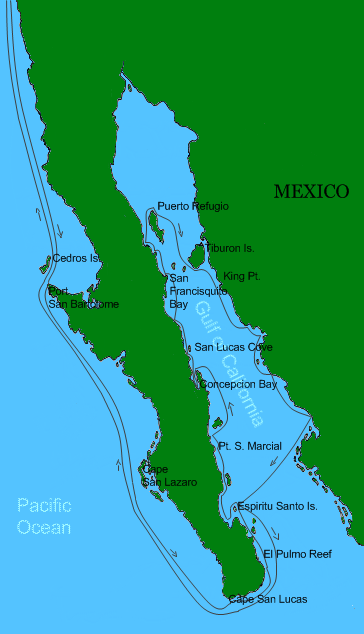
Маршрут вокруг Калифорнийского залива, которым курсировал «Западный Флаер»

«Западной флаер» — кошельковый сейнер длиной 23 метра под руководством команды в составе капитана Тони Берри, инженера «Текса» Тревиса и двух матросов, «Спарки» Энеа и «Тайни» Коллетто[a]. Обеспеченная провизией, оборудованием для сбора образцов и небольшой библиотекой, лодка вышла в море в полдень 11 марта 1940 года[b].
Они начали неторопливо спускаться вдоль Тихоокеанского побережья, по пути занимаясь рыбалкой. Дозаправились в Сан-Диего и 17 марта прошли мыс Сан-Лазаро, а затем направились вниз вдоль тихоокеанской стороны полуострова Калифорния. Пристали к берегу в Кабо-Сан-Лукас, на краю полуострова, где их встретили мексиканские чиновники. Там начали сбор образцов. Команда сбора изначально должна была состоять только из Стейнбека и Рикеттса, но к ним присоединилась Кэрол, а потом и Энеа с Коллетто, что позволило гораздо эффективнее заниматься сбором во время остановок.
Борьба с подвесным мотором их лодки, упоминавшимся под именем «Хансен — морская корова», который пройдет юмористической нитью через весь журнал, началась сразу же и продолжалась на следующий день, когда они двинулись дальше вдоль берега до рифа Эль-Пульмо:
Наша Хансен-морская корова была не только живым существом, но ничтожным, раздражительным, пренебрежительным, мстительным, игривым, ненавистным живым существом .... [она] любила ездить на задней части лодки, элегантно волокла свой пропеллер в воде пока мы гребли ... когда мы напали с отверткой, [она] развалилась на части, сделавшись будто мертвой ... она никого не любила, никому не доверяла, у нее не было друзей.
Приближаясь к Исла Эспириту Санто они столкнулись с сильными ветрами и, вместо того, чтобы попытаться пристать к острову, бросили якорь на материке, в Пескадеро. 20 марта вернулись на остров и провели день, собирая образцы. Визит нескольких жителей Ла-Пас в тот вечер, в сочетании с истощением запасов пива, вдохновил их на следующее утро отправиться в город. Провели три дня собирая образцы с помощью местных жителей, и наслаждались гостеприимством Ла-Пас. Описывая город, Стейнбек кратко пересказывает историю, которую он позже распишет в романе «Жемчужина».
23 марта переехали на остров Сан-Хосе, где «морская корова» опять подвела: хотели подогнать лодку ближе к островку Кайо, но в итоге пришлось грести со все ещё привязанным подвесным мотором после его неудачного старта. На следующий день, в пасхальное воскресенье, продолжили путь до Рифа Марсиаль. После сбора образцов на рифе отправились в Пуэрто-Эскондидо, где встретили отдыхающих мексиканцев, которые пригласили их на охоту. Они согласились, желая увидеть полуостров изнутри, и провели два дня в компании мексиканцев, ели, пили и слушали непонятные грязные шутки на испанском языке. Благодаря непринужденному отношению их хозяев, настоящая охота не состоялась, что порадовало Стейнбека:
Кроме того, они научили нас лучшему способу охоты, и мы никогда не будем использовать любой другой. Однако, мы сделали одно небольшое улучшение их метода: мы не будем брать оружие, тем самым сводя на нет последнюю отдаленную возможность поймать дичь.

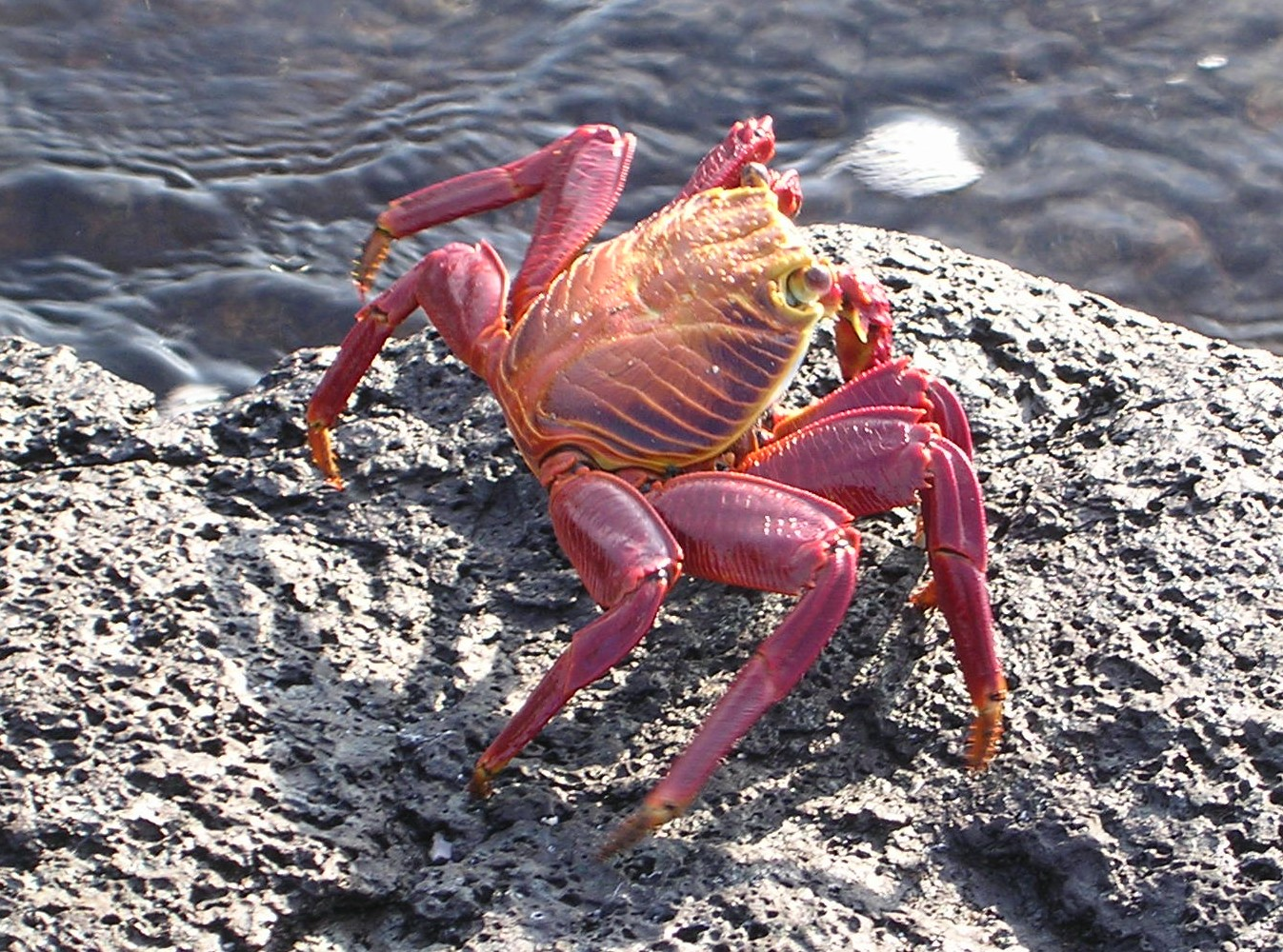
Grapsus grapsus были распространены по берегам залива, но их трудно было поймать. Тайни объявил им войну после того, как поскользнулся, пытаясь поймать трофейный экземпляр.

Пуэрто-Эскондидо оказался богатым на образцы, и после девяти дней в заливе, им пришлось урезать свои амбиции коллекционеров из-за отсутствия места для образцов. Уже было понятно, что есть определённые виды, которые распространены в регионе повсеместно: некоторые виды крабов, актиний, морских улиток, моллюсков и голотурий попадались во время каждой остановки, а морские звезды, Heliaster kubiniji, морские ежи, Arbacia incisa, и многощетинковые черви из рода Eurythoe были обычным явлением.
Оставив Пуэрто-Эскондидо, они продолжили путь вверх вдоль побережья до Лорето, где пополнили свои запасы. Затем посетили острова Коронадо, залив Консепсьон и бухту Сан-Лукас, собирая образцы во время каждой остановки. Работа была изнурительной; Стейнбек писал в своих письмах, что ему не удавалось как следует поспать, потому что сбор и подготовка занимали много времени. В тесноте помещений лодки все оборудование нужно было настроить и уложить обратно каждый раз, когда корабль бросал якорь в новом месте, что вдвойне усложняло работу по каталогизации и обработке образцов.
На пути к заливу Сан-Карлос они обошли городок Санта-Росалия, и вошли в малонаселенную верхнюю часть залива, остановившись в бухте Сан-Францисито. 1 апреля подошли к Байя-де-Лос-Анхелес, которая должна была стать последней остановкой на полуострове, прежде чем перейти к материковому побережью. 2 апреля обогнули Анхель-де-ла-Гарда, и бросили на ночь якорь в Пуэрто-Рефуджио. На следующее утро приблизились к острову Тибурон, на восточной стороне залива. Собирали образцы у Кручи Ред Пойнт, остерегаясь людей местного племени Сери, которые, по слухам, были людоедами:
В нашем обычном состоянии голода это еще как сказать, Сери съели бы нас или мы их. Тот, кто первым укусил бы, стал бы обедом, но мы никогда не видели Сери.

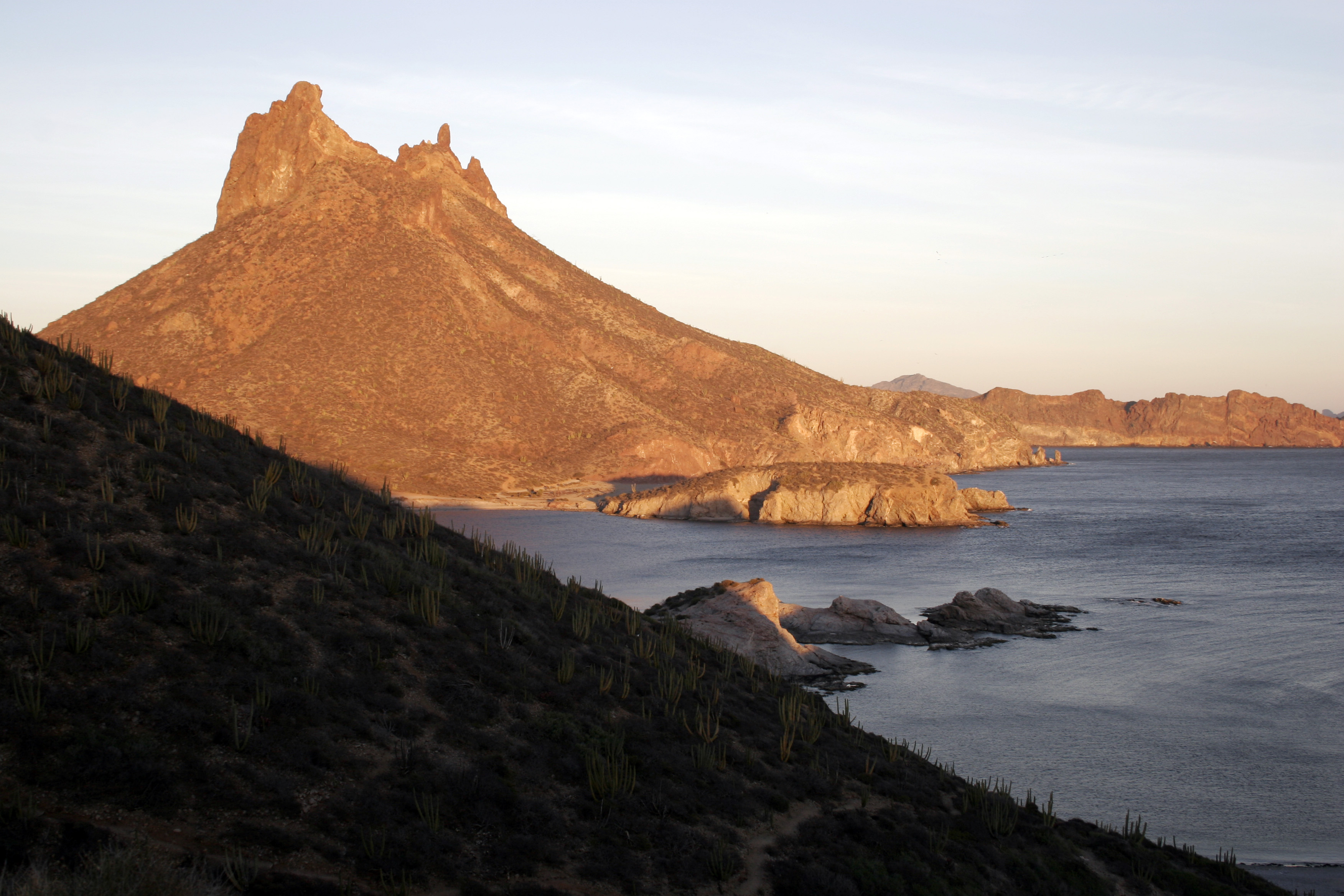
Пуэрто-Сан-Карлос

Хотя экипаж стремился как можно быстрее попасть в Гуаймас, но одного дня было недостаточно, чтобы его достичь, поэтому на следующий день они пристали в Пуэрто-Сан-Карлос, где собирали образцы. На следующий день рано утром совершили непродолжительный переезд в Гаямас.
Они оставили Гаямас утром 8 апреля, и только через час пути столкнулись с японским рыболовецким флотом, который прочесывал дно. Хотя сначала экипаж одной из лодок был насторожен, но потом пригласил Стейнбека и Рикеттса на борт и позволил им выбрать некоторые экземпляры из улова, хотя к досаде экипажа Западного флаера, Стейнбек и Рикеттс забыли купить рыбу, чтобы поесть. Попрощавшись с флотом, приблизились к Естеро-де-ла-Луна, огромному эстуарию, где Стейнбек и Рикеттс заблудились в тумане, когда отправились на уборочную экспедицию, после того, как «морская корова» в очередной раз отказалась работать. Хотя и напуганные этим событием, они смогли вернуться на Западный Флаер после того, как туман рассеялся.
Продолжая спускаться к лагуне Агіябампо, они перестали собирать образцы вдоль берега, а затем вновь пересекли залив ночью, остановившись в Сан-Габриэль-Бэй для последнего сбора, перед тем как отправиться домой. Днем 12 апреля они обеспечили себя всем оборудованием и взяли курс на Сан-Диего.
Поездка была очень успешной: они занесли в каталог более 500 видов фауны побережья залива; описали виды офиуры, Ophiophragmus marginatus, которые последний раз были зафиксированы почти 100 лет назад, и обнаружили около 50 новых видов. Три вида актинии, которые они обнаружили, доктор Оскар Калгрен из Лундского университета с кафедры зоологии в Швеции назвал в честь них: Palythoa rickettsii, Isometridium rickettsi, и Phialoba steinbecki.

## Книга

### Море Кортеса
Через год после возвращения из поездки Стейнбек и Рикеттс опубликовали книгу «Море Кортеса. Досужий отчет о путешествии и проведенных исследованиях», в которой Стейнбек объединил ежедневные путевые журналы с аннотированным списком образцов Рикеттса. Авторы отдали предпочтение названию «Море Кортеса» перед «Калифорнийским заливом», так как оно звучит лучше и более захватывающе.
Многие исследователи предполагали, что именно Стейнбек вел дневник во время путешествия и что книга является всего лишь объединением его журнала и таксономического списка Рикеттса, но оба автора утверждали, что автором журнала был Рикеттс. Хотя Стейнбек и добавлял в него записи во время путешествия, основная его работа заключалась в редактировании после возвращения. Журнал основывался на том, что Рикеттс называл «стенограммой», отчет о поездке состоял из разных заметок, которые он сделал во время поездки. Большая часть окончательной повествования не сильно отличалась от заметок Рикеттса; Стейнбек сместил ведение повествования от первого лица единственного числа на первое лицо множественного числа и частично добавил поэтический строй к сухой прозе Рикеттса, но многие сцены остались практически без изменений по сравнению с ежедневным журналом. Стейнбек резко не соглашался с предложением своего редактора, Паскаля Ковичи, чтобы на титульной странице было указано, что Стейнбек был автором и добавлено, что Рикеттс написал приложения: «Я не только не одобряю твой план — я запрещаю его». Стейнбек также опирался на журнал Тони Берри, в основном для подтверждения даты и времени.
Книга не только представляет собой путевые заметки и биологические записи, но и проливает свет на философский взгляды двух мужчин: в ней рассмотрены место человека в окружающей среде взаимосвязь между отдельными организмами и более широкой экосистемой, а также темы отбытия и возвращения домой. Рассмотрен ряд экологических проблем, о которых редко говорили в 1940 году, таких как мнимое, но ужасное видение долгосрочного ущерба, который японские донные рыболовные траулеры наносят морскому дну. Хотя написанная так, как будто это журнал, который вел сам Стейнбек во время плавания, эта книга в какой-то степени является художественным произведением. Журналы на самом деле вел не Стейнбек, и он не вспоминает про свою жену, которая сопровождала его в поездке, хотя в одном месте Стейнбек проговаривается и говорит о еде для семи человек. Тема возвращения домой пронизывает все повествование, включение жены, символа домашнего уюта, ослабило бы эффект. Имен Стейнбека и Рикеттса нигде нет, но они объединены в первом лице множественного числа «мы», от которых ведется повествование в журнале.
Версию философского произведения Рикеттса «Эссе о не-телеологическом мышлении», которая в определённой мере выражает взгляды обоих авторов, Стейнбек включил в книгу раздел под названием «Пасхальное воскресенье». Хотя оригинал и изменён, Рикеттс выразил удовлетворение результатом. Став наконец известным как «Проповедь пасхального воскресенья», в ней исследованы разрыв между методами науки и веры и общие для них обоих основания, и изложен целостный подход обоих мужчин к экологии:
Рекомендуется перевести взгляд от приточного бассейна на заре, а потом обратно на бассейн.
Стейнбек получал удовольствие от написания этой книги. Для него было вызовом применить свои навыки романиста к описанию научного предмета. Однако писатель с самого начала сомневался, что книга будет хорошо продаваться. Он считал, что это будет хорошее чтение, но не для тех «кто читает-чтиво-на ночь». В процессе дальнейшей работы над книгой он начал понимать, что книга будет иметь очень ограниченную привлекательность, но одновременно был убежден, что это хорошая книга и его лучшая работа. Он был рад, что она направила его письмо в новое русло, и хотел разрушить попытки критиков повесить на него ярлыки. Со слегка мазохистским радостью надеялся на их «гнев и презрение». В этом он ошибался; отзывы были смешанные, но преимущественно положительные, сфокусированы на его утверждении человечества в более широком контексте и подхватывали волнение, которое Стейнбек и Рикеттс чувствовали к своей теме. По мнению большинства, хотя и были моменты, когда Стейнбек проявил весь свой талант, но смешение философии с путевыми заметками и биологическими записями, сделало чтение несбалансированным:
Таким образом, читатель будет наслаждаться погоней за "Тетис", морским зайцем, когда вдруг он окажется посреди занудного разговора на тему телеологии. Большинство читателей, как можно предположить, предпочтут Тетис, морскому зайцу.
Charles Curtiz Munz, «Fishing Trip», Nation, December 1941.
Те критики, которые смотрели за пределы повествовательной части, были поражены каталогом Рикеттса. Морской биолог Джоэл В. Хеджпет, пишущий для San Francisco Chronicle предсказал, что он будет незаменимым для тех, кто исследует морских беспозвоночных Калифорнийского залива.
Однако, Стейнбек оказался прав насчет отсутствия популярности: необычная смесь таксономических данных и путевых заметок означала отсутствие аудитории. Книга вышла малым тиражом и о ней вскоре забыли. Вступление страны в войну и падение продаж книг также повлияли негативно. Доли Рикеттса от продажи книги не хватило даже на то, чтобы вернуть Стейнбеку финансирования поездки[c].

### Переиздание
Рикеттс погиб в 1948 году, попав на машине под поезд во время пересечения железнодорожных путей. Смерть друга нанесла глубокие раны Стейнбеку: «он был частью моего мозга в течение 18 лет». Хотя вскоре после путешествия Стейнбек переехал в Нью-Йорк и мужчины не видели друг друга в течение следующих лет, они переписывались по почте и планировали следующую экспедицию, на этот раз на север к Алеутским островам.
В 1951 году Стейнбек опубликовал повествовательную часть «Моря Кортеса» под названием «Море Кортеса: бортовой журнал», изъяв список видов Рикеттса и добавив предисловие, озаглавленное «Про Эда Рикеттса», биографию своего друга.
Паскаль Ковичи всегда считал Рикеттса подхалимом и жаждал оспорить его авторство оригинальной книги. Он подтолкнул Стейнбека заставить сына Рикеттса, Эда-младшего, подписать отказ от авторских прав на описательную часть книги, так чтобы переиздание упоминало только о авторство Стейнбека. Ковичи предложил как компенсацию 15-20 % роялти; но Эд-младший, зная, что рассказ в основном принадлежит Рикеттсу, настоял на 25 %. После получения авторских прав имя Рикеттса исчезло с обложки, хотя титульная страница признавала, что книга была «повествовательной частью „Моря Кортеса“ Джона Стейнбека и Э. Ф. Рикеттса», и на протяжении всей жизни Стейнбек настаивал на том, чтобы называть её совместным трудом. Опубликованное повествование не отличается от оригинала, опубликованного в «Море Кортеса»[d].
Переизданная версия пользовалась большим успехом, чем оригинал. Хотя, к моменту его смерти в 1968 году репутация Стейнбека была на самом низком за все время уровне из-за его невысокой производительности на протяжении последних десятилетий жизни и поддержку участия американцев во Вьетнаме, его книги постепенно вновь приобрели популярность. «Бортовой журнал» стал важной работой в его творчестве не только как интересный рассказ о путешествии и работа нон-фикшн, но и как его рассказ от первого лица об Эде Рикеттсе, человеке, чье мышление так сильно повлияло на направление письма Стейнбека и на ком он построил многих своих ключевых персонажей. Если раньше критики преимущественно предполагали, что «Рикеттс является автором некоторой части биологических описаний, а Стейнбек всей прозы», публикация найденных заметок Рикеттса в 2003 году показала, насколько тесно Стейнбек воспроизводил журнал Рикеттса. Это побудило к пересмотру вопроса, насколько справедливо приписывать авторство повествовательной части «Моря Кортеса» Стейнбеку, и заставило критиков посмотреть на изъятие имени Рикеттса как не лучший поступок Стейнбека.
«Путешествие с Чарли в поисках Америки» — другие путевые заметки нон-фикшн, которые Стейнбек написал в 1962 году, воспринимаются как более целостный взгляд автора, в конце жизни, но «Бортовой журнал», как считают, показывает непосредственное влияние Эда Рикеттса и его философии на Стейнбека, и предоставляет ключи к базовому логическому обоснованию некоторых событий в его романах. В Частности, «Про Эда Рикеттса» показывает, как тесно он был связан с героями романов Стейнбека: части взяты почти дословно из описания «Дока» в «Кеннери Роу». Книга также важна тем, что содержит нечто от самого Эда Рикеттса. Это был единственный пример его философских сочинений, опубликованных при жизни. «Эссе о не-телеологическом мышлении» является частью трилогии философских эссе, которые он написал перед путешествием, и которые, с помощью Стейнбека, он продолжал пытаться опубликовать до своей смерти. Как путевые заметки она фиксирует уже потерянный мир. Даже во время их путешествия в Ла-пас уже строили новый отель. Стейнбек оплакивал приход туризма:
Наверное, вскоре самолеты доставят сюда воскресных отдыхающих из Лос-Анджелеса, и прекрасный бедный несчастный старый город расцветет флоридским уродством.
Сегодня Кабо-Сан-Лукас является местом для роскошных отелей и домов американских рок-звезд, а множество небольших деревень стали пригородами больших городов залива, но люди все ещё посещают эти места, пытаясь выхватить что-то из духа неторопливого путешествия, которое Стейнбек и Рикеттс совершили вокруг моря Кортеса.

## Заметки
a. ^  Sparky Enea and Tiny Colletto later featured in a scene in Steinbeck’s Cannery Row: «Sparky Enea and Tiny Colletti had made up a quarrel and were helping Jimmy to celebrate his birthday».
b. ^  Dates in this section are taken from The Log from the Sea of Cortez, though there is some doubt as to the accuracy of the dates: Chapter 25 of the book is headed «April 22» and sandwiched between two chapters for «April 3» and «April 5». The Western Flyer returned to Monterey on 20 April.
c. ^  The timing of the release of the book did nothing to help sales. It was published in the first week of December: the attack on Pearl Harbor on December 7, 1941, and the subsequent entry of the United States into World War II focused the attention of the American people elsewhere.
d. ^  The republished narrative section even refers to the expunged appendix.